# Theodore Edward Cantor
Theodore Edward Cantor, auch Theodor Edvard Cantor (* 1809 in Kopenhagen; † 1860 in Indien) war ein dänischer Mediziner, Zoologe und Botaniker. Sein offizielles botanisches Autorenkürzel lautet „Cantor“.

## Leben und Wirken
Theodore Edward Cantor machte 1833 in Halle seinen Abschluss als Doktor der Medizin. Von 1835 bis 1839 diente er als Arzt im Bengal Medical Service. Er sammelte Pflanzen auf der Malaiischen Halbinsel und in China. Von Cantor stammt beispielsweise die Erstbeschreibung der Königskobra, des Rundschwanzmakropoden und des Maulbrütenden Kampffischs.

## Ehrentaxon
William Munro benannte ihm zu Ehren 1868 die Art Bambusa cantori aus der Pflanzengattung Bambusa. 
John Edward Gray benannte 1864 die Schildkröten-Art Pelochelys cantorii nach ihm. Im Deutschen Sprachraum ist sie als Cantors Riesen-Weichschildkröte bekannt.

## Schriften (Auswahl)
- Sketch of an undescribed hooded serpent with fangs and maxillar teeth. In: Asiat. Res. Band 19, Calcutta 1836, S. 87–94 – Erstbeschreibung der Königskobra.
- Description of a new species of Zygaena. In: Quarterly Journal of the Calcutta Medical and Physical Society. 1837, S. 315–320.
- A notice of the Hamadryas, a genus of hooded serpent with poisonous fangs and maxillary teeth. In:  Proceedings of the Zoological Society of London, 1838, S. 72–75.
- Notes respecting some Indian fishes, collected, figured and described, etc. In: Journal of the Royal Asiatic Society of Bengal. Band 8, 1838, S. 165–172.
- Spicilegium serpentium indicorum. R. and J. E. Taylor, London 1839.
- General features of Chusan, with remarks on the flora and fauna of that island. Taylor, London 1842; archive.org
- Catalogue of Mammalia inhabiting the Malayan Peninsula and Islands, &c. In: Journal of the Asiatic Society of Bengal. Band 15, 1846, S. 171–203 und S. 241–279.
- Catalogue of Reptiles inhabiting the Malayan Peninsula and Islands, &c. Calcutta 1847, archive.org.
- Catalogue of Malayan fishes. In: Journal of the Asiatic Society of Bengal. Band 18, 1849, S. 981–1443.